# RAF Brize Norton

i7
i11
i13
Die Royal Air Force Station Brize Norton (IATA-Code: BZZ, ICAO-Code: EGVN), kurz RAF Brize Norton, ist die größte Luftwaffenbasis der britischen Royal Air Force. Sie liegt in der englischen Grafschaft Oxfordshire, etwa 25 Kilometer westlich von Oxford.

## Geschichte
Die Royal Air Force Station Brize Norton wurde 1937 als Stützpunkt für das Pilotentraining der Royal Air Force eröffnet. Während des Zweiten Weltkriegs wurde die Basis für die Luftverteidigung gegen die deutsche Luftwaffe verwendet. Im Zuge des D-Day 1944 starteten Transportflugzeuge der Royal Air Force mit Fallschirmjägern von Brize Norton Richtung Frankreich. 1950 wurde die Basis an die US Air Force übergeben, die diese als Bomberstützpunkt für die B-29 und B-47 nutzte. Bereits Mitte der 1960er Jahre wurde die Basis jedoch wieder an die Royal Air Force übergeben, da die US Air Force ihre Bomber in die nahegelegene RAF Fairford verlagerte.
RAF Brize Norton wurde nach RAF Lyneham das zweite Drehkreuz des Lufttransports der Royal Air Force, mit zunächst einer Fokussierung auf den strategischen Transport. Hierzu wurden 1967 die im Vorjahr ihrerseits in Fairford mit fabrikneuen Vickers VC10 (in der Version C.1 für den Truppentransport) aufgestellte 10. Staffel (10. Squadron) und die schweren Transporter Short Belfast C.1 der 53. Squadron nach Brize Norton verlegt. Hiermit begann für die VC10 eine der längsten Stationierungen eines Luftfahrzeugmusters überhaupt auf einer RAF-Station, die VC10-Ära ging erst Ende September 2013 zu Ende.
1970 wurde die Nutzung intensiviert. Die beiden mit Bristol Britannia bisher in Lyneham liegenden Staffeln, die 99. und die 511. verlegten im Juni des Jahres nach Brize Norton. Infolge eines neuen 1974 veröffentlichten Weißbuches wurden die Belfasts und Britannias 1976 außer Dienst gestellt und Brize Norton wurde (bis 1982) Heimatbasis der 115. Squadron, die zunächst mit Armstrong Whitworth Argosy und später mit Hawker Siddely Andover ausgerüstet war.
Infolge des Falklandkrieges kam es zu einem Ausbau der RAF-Truppentransport- und Luftbetankungsstreitmacht. 1983 trafen die ersten gebrauchten Lockheed Tristar ein, wozu im Folgejahr die 216. Squadron aufgestellt wurde. In diesem Jahr wurde auch die 101. Squadron als zweite VC10-Einheit aktiviert, die ebenfalls aus zweiter Hand erworbene VC10 erhielt. Beide Luftfahrzeugtypen wurden für ihre zukünftigen militärischen Auftrag als Tanker/Transporter umgerüstet. Auch die ursprünglichen VC10 der 10. Squadron erhielten Luftbetankungsvorrichtungen und wurden fortan als VC10 C.1K bezeichnet.
Im Sommer 2001 wurde als vierte Staffel die 99. Squadron reaktiviert, sie ist seither mit der Boeing C-17A Globemaster III ausgerüstet. In diesem Jahr endete mit der Außerdienststellung der letzten VC10 K.2 die erste Flottenverkleinerung dieses Typs, die 2005 mit der Deaktivierung der 10. Squadron fortgesetzt wurde.
Nach der 2003 angekündigten Schließung von RAF Lyneham wurden die taktischen Lufttransporter des Typs C-130K/J Hercules bis zur Jahresmitte 2011 ebenfalls nach Brize Norton verlegt. Die Auslastung von RAF Brize Norton hat sich dadurch mehr als verdoppelt. Um die Basis den neuen Bedürfnissen anzupassen, wurde sie daher von September 2005 bis Februar 2006 komplett geschlossen. In dieser Zeit wurden die Start- und Landebahn, das Rollfeld sowie die Abfertigungs- und Wartungseinrichtungen komplett erneuert. Während der Modernisierungsarbeiten wurde der gesamte Flugverkehr der Basis auf den wenige Kilometer entfernten Stützpunkt Fairford verlegt.
Gleichzeitig wurde Anfang Juli 2011, im Vorfeld der für 2013/2014 geplanten Außerdienststellung von Tristar und VC10, die 10. Squadron reaktiviert, die als erstes die neuen Tanker/Transporter vom Typ Airbus A330 Voyager KC.2/KC.3 einsetzt. Der erste Tanker traf Ende 2011 ein. Den Infrastrukturausbau für die geleasten neuen Maschinen hatte der Leasinggeber Air Tanker 2008 begonnen und im Frühjahr 2011 fertiggestellt.
Nach der Außerdienststellung der VC10 nach 47 Jahren Ende September 2013 begann die 101. Staffel die Umrüstung auf die Voyager und mit der C-130K wurde einen Monat später ein weiterer Flugzeugtyp der RAF, ebenfalls nach 47 Jahren, außer Dienst gestellt. Mit den Tristars wurde Ende März 2014 der dritte Flugzeugtyp der RAF innerhalb eines halben Jahres in Brize Norton außer Dienst gestellt, womit auch die 216. Staffel deaktiviert wurde. Bereits Ende Januar 2014 war RAF Brize Norton Schauplatz der britisch-französischen Konsultationen zwischen Premierminister Cameron und Präsident Hollande gewesen.
Die erste Airbus A400M Atlas C.1, der Typ löste einen Teil der Hercules-Flotte ab, traf im November 2014 in RAF Brize Norton ein. Als erste Staffel wurde Mitte 2015 die 70. Squadron reaktiviert und als zweite Einsatzstaffel folgte Ende September 2021 die 30. Squadron, die im Dezember 2016 ihren letzten Hercules-Flug absolvierte. Zum Betrieb der Atlas errichtete ein Konsortium von Airbus Military und Thales bis Mitte 2014 ein Trainingszentrum mit unter anderem zwei Flugsimulatoren errichten, das sie auch betreiben.
Mit Zulauf der Atlas wurde bis auf eine auch die Hercules C.5 (die Kurzrumpfversion) außer Dienst gestellt. Die verbliebene C.5 wurde anstelle einer nach einer schweren Landung im Irak abgeschriebenen C.4 behalten. Die verbliebenen Exemplare wurden Mitte 2023 außer Dienst gestellt. 
Am 13. September 2022 wurde der Leichnam der auf Balmoral Castle in Schottland verstorbenen Königin Elisabeth II. mit der Boeing C-17 ZZ177 der 99. Squadron vom Flughafen Edinburgh nach RAF Northolt überführt. Dieses war bis zu diesem Zeitpunkt mit über 5 Millionen gleichzeitigen Aufrufen der im Internet meistverfolgte Flug in der Unternehmensgeschichte von Flightradar24.

## Heutige Nutzung
„Brize“ ist das Luftdrehkreuz für die weltweiten Operationen der britischen Streitkräfte, auf der Station sind sämtliche britischen Transport- und Tankflugzeuge stationiert, im Einzelnen (Stand 2023):
- C-17 Globemaster III, 99. Squadron, seit 2001
- Voyager KC.2/3 (A330-MRTT), 10. und 101. Squadron, seit Ende 2011
- Atlas C.1 (A400M), 24., 30., 70. und 206. Squadron, die 24. Staffel dient der Umschulung und die 206. der Einsatzbeurteilung/Weiterentwicklung, die 30. und 70. sind die beiden Einsatzstaffeln, seit November 2014

RAF Brize Norton ist Ausweichflughafen für die nahegelegene Air Base RAF Fairford und Notlandeplatz für Passagierflugzeuge von und nach London-Heathrow. In einem Gewerbegebiet am Rande der Basis befindet sich auch das Hauptquartier der britischen Landesgesellschaft von Airbus Defence and Space.

## Ausstattung
RAF Brize Norton verfügt über eine 3050 m lange und 55 m breite Start- und Landebahn (08/26). Eine ältere 1700 m lange Bahn ist zwar ebenfalls vorhanden, jedoch nicht mehr in Betrieb. Die Air Base verfügt über modernste Einrichtungen zur Abfertigung von Fracht- und Passagierflugzeugen. Die technischen Einrichtungen sind für einen 24-Stunden-Betrieb sowie Nachtflugverkehr ausgelegt.

## Zwischenfälle
- Am 28. November 1946 verloren die Piloten einer Avro York C.1 der Royal Air Force (Luftfahrzeugkennzeichen MW168) beim Start von der Luftwaffenbasis RAF Brize Norton die Richtungskontrolle. Das Flugzeug prallte gegen einen Eisenbahndamm, woraufhin das Fahrwerk zusammenbrach. Alle Insassen überlebten den Unfall. Die Maschine wurde irreparabel beschädigt.[8]

## Keevil Airfield
Die frühere Royal Air Force Station Keevil, heute als Keevil Airfield bezeichnet, wird nach wie vor militärisch genutzt. Sie untersteht Brize Norton und liegt zirka 75 km südwestlich östlich von Trowbridge. Sie entstand 1941 während des Zweiten Weltkriegs als Produktionsstätte von Spitfire-Jagdflugzeugen. Zwischen 1942 und 1944 wurde sie von den United States Army Air Forces genutzt. Nach einer mehrmonatigen Nutzung durch das RAF Fighter Command wurde die Station im Oktober 1944 eine Basis des RAF Training Commands. Nach dem Ende des Zweiten Weltkriegs diente sie sowohl der United States Air Force als auch der RAF als Ausweich-, Übungs- oder Satellitenlandeplatz. Letztere, insbesondere die Einheiten aus Brize Norton, nutzten sie nach wie vor zu Übungszwecken.